# Benoît Beeckman
Benoît Emmanuel Léon Beeckman (Dendermonde, 6 december 1789 - Brussel, 25 december 1865) was een rooms-katholiek priester, krantenman en politiek actievoerder in Brugge.

## Levensloop
Beeckman was een zoon van zoutzieder Pieter Beeckman en van Johanna Eeckelaert. Hij had twee broers. Carolus Beeckman (°1793) studeerde geneeskunde aan de universiteit van Gent en werd burgemeester van Ardooie. Jan Beeckman (° ca. 1800) studeerde geneeskunde aan dezelfde universiteit en vestigde zich in Brugge. 
Van 1807 tot 1811 volgde Benoît de priesteropleiding aan het seminarie van het bisdom Gent. Na zijn priesterwijding werd hij:
- coadjutor in Ertvelde (1814),
- onderpastoor in Oostende (1814-1817)
- onderpastoor van de Sint-Donaasparochie (voormalige Sint-Walburgakerk) in Brugge (1817-1821).

Hij stelde zich vrijwillig ter beschikking van de Nederlandse overheid om godsdienstonderricht te geven in het Brugse atheneum. Dit werd zeer op prijs gesteld, want het grootste deel van de clerus stond eerder vijandig tegenover deze overheid. Hij werd dan ook aangezocht - en hij aanvaardde - om op 27 februari 1817 benoemd te worden tot 'principaal' van het Brugse atheneum en titularis van de vierde Latijnse klas. Hierdoor kwam hij in de controverse terecht. Enerzijds kreeg hij het aan de stok met verschillende leraars van het atheneum die van Franse afkomst waren en een 'orangistischgezinde' principaal niet apprecieerden. Anderzijds werd hij ook ongunstig bekeken door de andere leden van de clerus, die evenmin voorstander waren van het Verenigd Koninkrijk der Nederlanden. Dit verergerde nog toen hij zich inschreef om lessen te gaan volgen aan de door koning Willem I gestichte universiteit van Gent. De katholieke Nieuwe Gazette van Brugge maakte hem zelfs bespottelijk en dit leidde tot een persproces tegen de uitgever Pieter De Vliegher.
Bij de nieuwe machthebbers na de Belgische Omwenteling werd hij niet speciaal gewaardeerd en het stadsbestuur van Brugge schafte zijn wedde als atheneumprincipaal af. Hij nam dan ook ontslag. Het bisdom gaf hem geen nieuwe betrekking, zodat hij zonder inkomsten bleef. Van toen af verliet hij de klerikale status, zonder door de kerkelijke overheid officieel tot de lekenstaat te worden herleid.
Beeckman trad toe tot de actieve orangistische oppositie. Hij begon met teksten die zich tegen katholieken richtten, zoals de aanhangers van Lamennais en de conservatieve krant Journal historique et littéraire van Pierre Kersten. In 1836 publiceerde hij een aanval tegen de bisschop van Luik, Cornelis Richard Anton van Bommel.
Hoewel hij orangist en bewonderaar van Willem I bleef, verzoende hij zich vanaf 1840 met het Belgisch koninkrijk. In Brugge waren het de jaren van het ontstaan van de volksmaatschappijen onder benamingen zoals Oud Brugge, Burgerwelzijn en Jan Breydel en Pieter de Coninck. Bij deze laatste was Beeckman betrokken en schreef haar strooibiljetten.
Beeckman had in Brussel contacten met de dissidente priester Charles Helsen en met Jacob Kats. Hij begon zich meer en meer te interesseren voor de sociale problemen, de landbouwcrisis en de grote armoede. Vanaf 1842 dreven zijn belangstelling voor de politieke en religieuze problemen, evenals het geldgebrek, hem tot de journalistiek. 
In februari 1842 werd hij redacteur bij de Journal de Bruges, geleid door Philippe Chrétien Popp, die veel sympathie had voor Beeckman. In 1845 en 1847 publiceerde Beeckman scherpe brochures tegen de geestelijkheid, met heel wat persoonlijke aanvallen. Vooral de bisschop van Gent, Lodewijk Jozef Delebecque, en zijn vertrouwensman kanunnik Prosper Morel waren hierbij kop van Jut. De eerrovende en wellicht strafbare aantijgingen die er in voorkwamen, waren niet van aard om van de persen van de gematigde Popp te kunnen rollen en werden door de veel radicaler antiklerikaal Alphonse Bogaert gedrukt, met wie Beeckman korte tijd samenwerkte. 
In september 1847 werd Beeckman, ondertussen in ruzie met Bogaert, redacteur van het radicale rioolkrantje De Hoop van Brugge. Hier kon hij bestendig zijn haatgevoelens uiten tegenover onder meer de katholieke geestelijkheid en de katholieke gouverneur van West-Vlaanderen Felix de Mûelenaere. De samenwerking bleef echter niet duren en begin mei 1848 werd Beeckman door de uitgever Jules Horta-Feraille ontslagen.

## Het Brugsche Vrije
Enkele dagen na zijn ontslag, publiceerde Beeckman op 13 mei 1848 het eerste nummer van zijn eigen weekblad onder de naam Het Brugsche Vrije. Hierin kon hij zich in volle vrijheid uiten.

## Epiloog
Toen, als gevolg van een verloren persproces, beslag werd gelegd op de bescheiden goederen van Beeckman, sloeg het einduur voor Het Brugsche Vrije. Het laatste nummer van de krant verscheen op 8 oktober 1853. Beeckman bleef met zware schulden. Zijn twee broers namen hiervan circa 5000 fr. voor hun rekening. Er bleef nog 3000 fr. te regelen en hiervoor richtte Beeckman zich tot het bisdom. Om de steun van het bisdom te verkrijgen, bekeerde hij zich en beloofde zijn leven te beteren. Het archief van zijn krant maakte hij over aan het bisdom, waar het nog steeds berust. Hij aanvaardde de voorwaarden die hem gesteld werden en ging zich in Brussel vestigen. Hij leefde er van een karig pensioen en van de aalmoezen die hij af en toe bij het Brugse bisdom solliciteerde. Op Kerstmis 1865 overleed hij.

## Publicaties
- Lykrede uytgesproken in de parochiale kerke van den heiligen Aegidius  te Brugge ter gelegenheid der begravinge van den eerweerden heer Mr. Constantinus Watteeuw (...), Brugge, 1818.
- Réponse à la lettre pastorale de Mgr. Van Bemmel, évêque de Liège, datée du 10 février 1836, par un prêtre catholique, Brussel-Den Haag, 1836.
- Le livre noir ou la propagande ecclésiastique belge dévoilée, par un prêtre catholique, Brussel, Librairie de Périchon, 1838.
- Antidote contre les réticenses et les erreurs historiques de M. de Gerlache, président de la Commission Royale d'Histoire, Brussel, 1841 & 1842.
- Un mot à MM. les rédacteurs du Journal de Bruxelles, de l'Ami de l'Ordre, de la Gazette de Liège, du Nouvelliste des Flandres, Brussel, Librairie de Périchon, 1842.
- La vérité, exposée par le clergé conservateur belge à S. E. le cardinal-archevêque de Malines, avant l'ouverture de la session législative de 1841-1842, Brussel, 1842.
- Nieuwjaergift aan de hooge geestelijkheid van Vlaanderen (...), Brugge, Alphonse Bogaert, 1846.
- Nieuwe contributie ten profyte der geestelijkheid van België (...), Brugge, Alphonse Bogaert, 1847.